# Bochum Miners
Le Bochum Miners sono una squadra di football americano femminile di Bochum, in Germania, fondata nel 1987.

## Storia
La società ha avuto una sezione maschile tra il 1988 e il 1995, ma questa non è mai riuscita a salire oltre la Regionalliga (terzo livello).
Dal 2002 al 2004 hanno giocato congiuntamente alle Mülheim Shamrocks sotto il nome di SG Ruhrpott.

## Dettaglio stagioni

### Amichevoli
| Stagione | Vin | Par | Per | Tot | PF | PS | avversaria    |
| -------- | --- | --- | --- | --- | -- | -- | ------------- |
| 2010     | 0   | 0   | 1   | 1   | 6  | 8  | Neuss Frogs   |
| 2017     | 1   | 0   | 0   | 1   | 55 | 22 | Warsaw Sirens |
| Totale   | 1   | 0   | 1   | 2   | 61 | 30 |               |

Fonte: americanfootballitalia.com

### Tornei

#### Tornei nazionali

##### Campionato

###### Damenbundesliga
| Stagione | regular season | regular season | regular season | regular season | regular season | regular season | playoff | playoff | playoff | playoff | playoff | playoff   | playoff    |
|          | Vin            | Par            | Per            | Tot            | PF             | PS             | Vin     | Per     | Tot     | PF      | PS      | risultato | avversaria |
| -------- | -------------- | -------------- | -------------- | -------------- | -------------- | -------------- | ------- | ------- | ------- | ------- | ------- | --------- | ---------- |
| 1994     | ?              | ?              | ?              | ?              | ?              | ?              | ?       | ?       | ?       | ?       | ?       | ?         | ?          |
| 1995     | ?              | ?              | ?              | ?              | ?              | ?              | ?       | ?       | ?       | ?       | ?       | ?         | ?          |
| 1996     | ?              | ?              | ?              | ?              | ?              | ?              | ?       | ?       | ?       | ?       | ?       | ?         | ?          |
| 2000     | ?              | ?              | ?              | ?              | ?              | ?              | ?       | ?       | ?       | ?       | ?       | ?         | ?          |
| 2001     | 3              | 0              | 5              | 8              | 59             | 179            | -       | -       | -       | -       | -       | -         | -          |
| 2006     | 1              | 0              | 7              | 8              | 34             | 218            | -       | -       | -       | -       | -       | -         | -          |
| 2007     | 0              | 0              | 10             | 10             | 0              | 200            | -       | -       | -       | -       | -       | -         | -          |
| 2012     | 2              | 1              | 5              | 8              | 73             | 304            | -       | -       | -       | -       | -       | -         | -          |
| 2013     | 1              | 1              | 4              | 6              | 46             | 253            | -       | -       | -       | -       | -       | -         | -          |
| Totale   | 7+?            | 2+?            | 31+?           | 40+?           | 212+?          | 1154+?         | 0+?     | 0+?     | 0+?     | 0+?     | 0+?     |           |            |

Fonti: Enciclopedia del Football - A cura di Roberto Mezzetti

###### Aufbauliga/DBL2
| Stagione | regular season | regular season | regular season | regular season | regular season | regular season | playoff | playoff | playoff | playoff | playoff | playoff     | playoff             |
|          | Vin            | Par            | Per            | Tot            | PF             | PS             | Vin     | Per     | Tot     | PF      | PS      | risultato   | avversaria          |
| -------- | -------------- | -------------- | -------------- | -------------- | -------------- | -------------- | ------- | ------- | ------- | ------- | ------- | ----------- | ------------------- |
| 2008     | 2              | 1              | 1              | 4              | 71             | 25             | -       | -       | -       | -       | -       | -           | -                   |
| 2009     | 2              | 0              | 4              | 6              | 22             | 140            | -       | -       | -       | -       | -       | -           | -                   |
| 2010     | 5              | 0              | 1              | 6              | 142            | 88             | 2       | 0       | 2       | 62      | 24      | Campionesse | Mainz Golden Eagles |
| 2011     | 3              | 0              | 3              | 6              | 87             | 106            | 1       | 1       | 2       | 25      | 37      | Finale      | Mainz Golden Eagles |
| 2014     | 4              | 0              | 0              | 4              | 183            | 39             | 0       | 1       | 1       | 22      | 28      | Semifinale  | München Rangers     |
| 2015     | 8              | 0              | 0              | 8              | 394            | 97             | 0       | 1       | 1       | 24      | 26      | Semifinale  | München Rangers     |
| 2016     | 10             | 0              | 0              | 10             | 395            | 122            | 0       | 1       | 1       | 34      | 40      | Semifinale  | Cologne Falconets   |
| 2017     | 4              | 0              | 2              | 6              | 180            | 151            | 1       | 1       | 2       | 46      | 56      | Semifinale  | Cologne Falconets   |
| Totale   | 38             | 1              | 11             | 50             | 1474           | 768            | 4       | 5       | 9       | 213     | 211     |             |                     |

Fonti: Enciclopedia del Football - A cura di Roberto Mezzetti

###### Regionalliga
| Stagione | regular season | regular season | regular season | regular season | regular season | regular season | playoff | playoff | playoff | playoff | playoff | playoff   | playoff    |
|          | Vin            | Par            | Per            | Tot            | PF             | PS             | Vin     | Per     | Tot     | PF      | PS      | risultato | avversaria |
| -------- | -------------- | -------------- | -------------- | -------------- | -------------- | -------------- | ------- | ------- | ------- | ------- | ------- | --------- | ---------- |
| 1991     | 8              | 1              | 1              | 10             | 239            | 83             | -       | -       | -       | -       | -       | -         | -          |
| Totale   | 6              | 0              | 9              | 15             | 209            | 373            | -       | -       | -       | -       | -       |           |            |

Fonti: Enciclopedia del Football - A cura di Roberto Mezzetti

###### Landesliga (quarto livello)/Verbandsliga (quarto livello)
| Stagione | regular season | regular season | regular season | regular season | regular season | regular season | playoff | playoff | playoff | playoff | playoff | playoff   | playoff    |
|          | Vin            | Par            | Per            | Tot            | PF             | PS             | Vin     | Per     | Tot     | PF      | PS      | risultato | avversaria |
| -------- | -------------- | -------------- | -------------- | -------------- | -------------- | -------------- | ------- | ------- | ------- | ------- | ------- | --------- | ---------- |
| 1988     | 2              | 0              | 5              | 7              | 114            | 180            | -       | -       | -       | -       | -       | -         | -          |
| 1989     | 4              | 0              | 4              | 8              | 95             | 193            | -       | -       | -       | -       | -       | -         | -          |
| 1990     | 5              | 0              | 3              | 8              | 224            | 141            | -       | -       | -       | -       | -       | -         | -          |
| 1993     | 1              | 1              | 8              | 10             | 32             | 342            | -       | -       | -       | -       | -       | -         | -          |
| Totale   | 12             | 1              | 20             | 33             | 465            | 856            | -       | -       | -       | -       | -       |           |            |

Fonti: Enciclopedia del Football - A cura di Roberto Mezzetti

###### Landesliga (quinto livello)/Verbandsliga (quinto livello)
| Stagione | regular season | regular season | regular season | regular season | regular season | regular season | playoff | playoff | playoff | playoff | playoff | playoff   | playoff    |
|          | Vin            | Par            | Per            | Tot            | PF             | PS             | Vin     | Per     | Tot     | PF      | PS      | risultato | avversaria |
| -------- | -------------- | -------------- | -------------- | -------------- | -------------- | -------------- | ------- | ------- | ------- | ------- | ------- | --------- | ---------- |
| 1994     | 4              | 0              | 0              | 4              | 112            | 9              | -       | -       | -       | -       | -       | -         | -          |
| 1995     | 4              | 0              | 2              | 6              | 74             | 99             | -       | -       | -       | -       | -       | -         | -          |
| Totale   | 8              | 0              | 2              | 10             | 186            | 108            | -       | -       | -       | -       | -       |           |            |

Fonti: Enciclopedia del Football - A cura di Roberto Mezzetti